# 989 Schwassmannia
989 Schwassmannia је астероид главног астероидног појаса. Приближан пречник астероида је 12,86 , 
а средња удаљеност астероида од Сунца износи 2,660 астрономских јединица (АЈ). 
Инклинација (нагиб) орбите у односу на раван еклиптике је 14,694 степени, а орбитални период износи 1584,866 дана (4,339 године). Ексцентрицитет орбите астероида износи 0,249. 
Апсолутна магнитуда астероида износи 11,80 а геометријски албедо 0,203.
Астероид је откривен 18. новембра 1922. године.